# ARWEN ACE
Pour les articles homonymes, voir Arwen (homonymie).
Le Anti Riot Weapon ENfield ACE, ou ARWEN ACE, est une arme à chargement par la culasse non létale créée par la Royal Small Arms Factory (RSAF). Elle lance des projectiles de 37mm et doit être rechargée après chaque tir. L'arme est construite sous licence au Canada. Le ARWEN ACE est généralement utilisé comme arme anti-émeute.
En 2001, les brevets et marques de commerce d'ARWEN appartiennent à la Police Ordnance Company Inc., dont le siège social est situé à Markham, en Ontario.